# Codex Wittekindeus

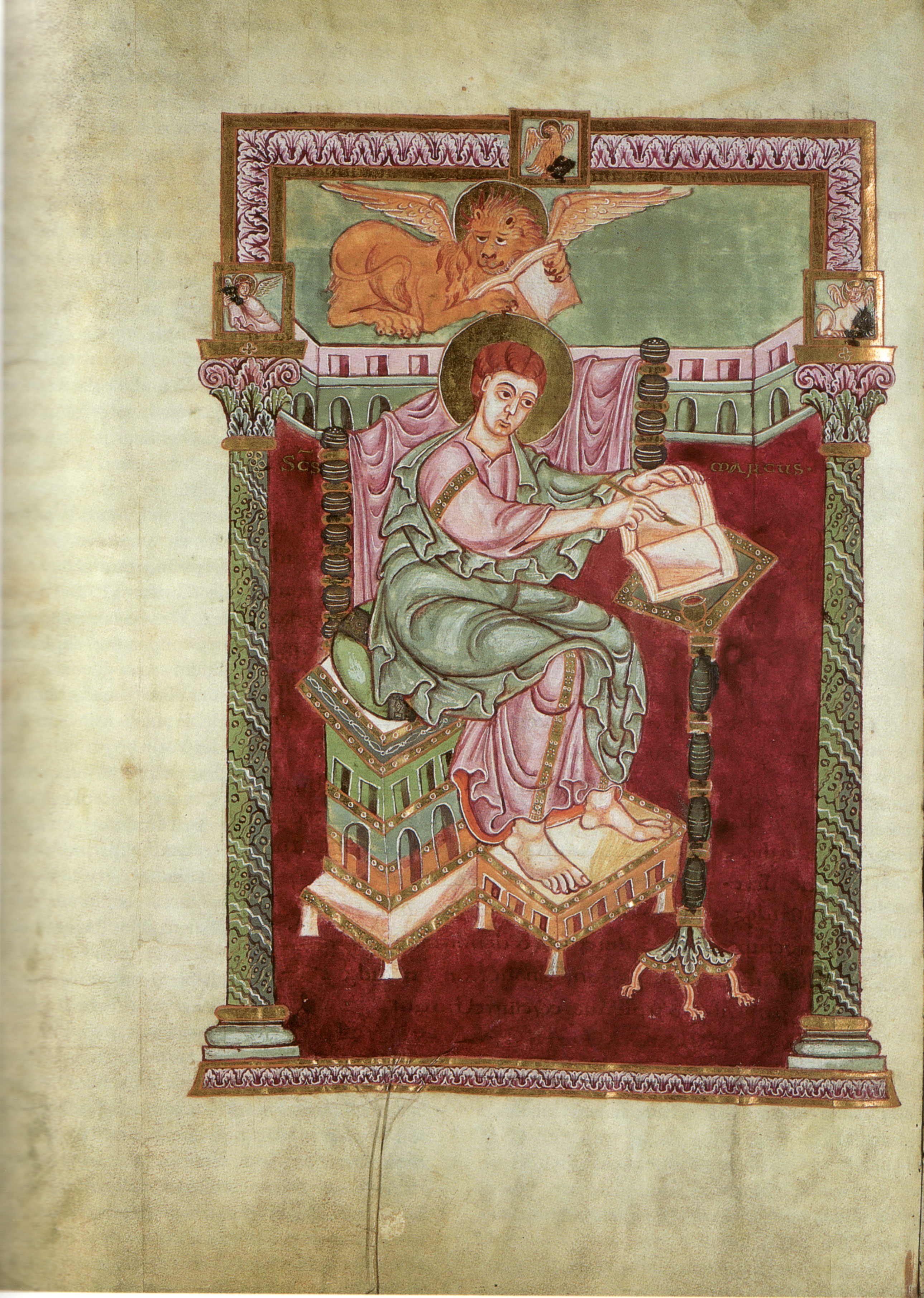
Codex Wittekindus, fol. 45v - Ritratto dell'evangelista Marco

Il Codex Wittekindeus è un codice miniato realizzato nel 970 circa nello scriptorium dell'abbazia di Fulda e conservato alla Biblioteca di Stato di Berlino. Prende il suo nome dal duca di Sassonia Vitichindo, nella cui cappella privata situata nella chiesa di San Dionisio a Enger arrivò il volume, proveniente dal duomo di Magdeburgo, e probabilmente come dono da Ottone I.

## Storia
Lo stile del manoscritto è caratteristico dello scriptorium dell'abbazia di Fulda in Assia, dove potrebbe essere stato eseguito nell'ultimo quarto del X secolo. Altre analisi paleografiche lo datano all'inizio del secolo. Il manoscritto è anche fortemente influenzato dallo stile dei manoscritti del Gruppo Ada, un gruppo di manoscritti carolingi eseguiti alla scuola di corte di Carlo Magno ad Aquisgrana.
Un manoscritto di questo gruppo, ora scomparso, potrebbe essere servito come modello.
Per molto tempo, il manoscritto fu di proprietà della tesoreria della collegiata di Enger nel territorio della Renania Settentrionale-Vestfalia. La leggenda vuole che il manoscritto sia appartenuto a Vitichindo poiché l'aristocratico sassone è sepolto in quella chiesa. Si dice che gli sia stato regalato da Carlo Magno, tuttavia Vitichindo visse un secolo prima della realizzazione del codice. Ottone I di Sassonia imperatore del Sacro Romano Impero e sua moglie offrirono numerose donazioni alla stessa chiesa e potrebbero essere loro i committenti del manoscritto.
All'inizio dell'XI secolo, una ricca rilegatura per il manoscritto fu donata da Engelhard, arcivescovo di Magdeburgo (1052-1063), al quale apparteneva la chiesa di Enger. Nel XV secolo, l'opera fu trasferita nella chiesa vicina di Herford.
A metà del XVII secolo il manoscritto fu incluso nella collezione di Federico Guglielmo I di Brandeburgo che fu l'iniziatore della collezione originale della Biblioteca di Stato di Berlino.

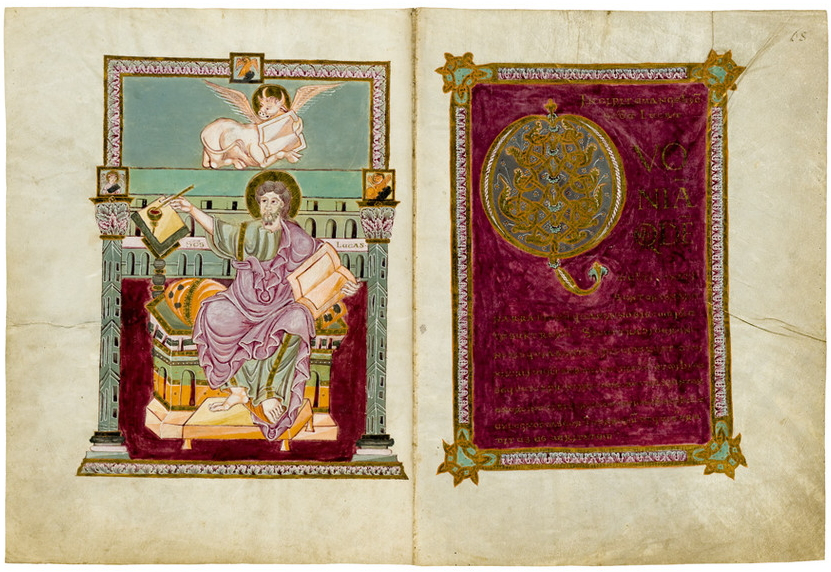
Codex Wittekindeus f67v-68r, Inizio del Vangelo di Luca con ritratto dell'evangelista

## Descrizione
Il manoscritto contiene i Vangeli nella versione Vulgata, con i consueti prologhi di San Girolamo (f.1-6r), seguiti dai canoni di concordanza (f.6v-14r), i Vangeli di Matteo (f.14v-44r), Marco (f.44v-63r), Luca (f.63v-99) e Giovanni (f.100-127).
L'opera è decorata con gli incipit dei vangeli scritti in oro su uno sfondo viola, ed è arricchita da un ritratto a tutta pagina di ogni evangelista. Contiene anche sedici pagine di canoni di concordanza decorati con motivi architettonici .
La rilegatura è composta da due piastre di legno e pelle e sulla copertina sono intarsiate quattro placche d'avorio intagliate a Milano nell'XI secolo che rappresentano scene della vita di Cristo con una sequenza che va da sinistra a destra e dall'alto in basso. Le scene rappresentate sono: Cristo che consegna la legge divina a San Pietro o San Paolo , la resurrezione di Lazzaro, Cristo che nutre la folla e Cristo fanciullo che studia nel Tempio.